# Sam (mascota olímpica)
Sam (en anglès: Sam the Olympic Eagle) és la mascota olímpica creada per als Jocs Olímpics d'Estiu de 1984 realitzats a Los Angeles (Estats Units). Representa un pigarg americà, l'ocell nacional dels Estats Units, i fou dissenyat C. Robert Moore, un dibuixant de la factoria Disney. Rep el seu nom en honor del símbol de l'Oncle Sam, la personificació nacional dels Estats Units.